# Shiryū de Dragón
Shiryū (紫龍?) es uno de los personajes principales del manga y anime Saint Seiya conocido como Los Caballeros del Zodiaco. Es el Santo de bronce del Dragón. Es también un personaje de manga Saint Seiya Next Dimension.
- Datos: Q2712873